# Cratere Keldysh
Keldysh è un cratere lunare di 32,75 km situato nella parte nord-orientale della faccia visibile della Luna.